# Zhang Yi (General, † 264)
Zhang Yi (chinesisch 張翼, Pinyin Zhāng Yì *wahrscheinlich vor 210 in Pengshan; † 264), auch bekannt unter dem Namen Bogong, war ein General des Kaiserreichs Shu in China zur Zeit der Drei Reiche. Er fiel bei Jiang Weis und Zhong Huis Aufstand gegen das Reich Wei.
Er wird im Roman Die Geschichte der Drei Reiche erwähnt.

## Abstammung und frühes Leben
Yi stammte in 10. Generation von einem ebenfalls bekannten chinesischen General ab, Zhang Liang.
Sein genaues Geburtsdatum ist nicht bekannt. Er kam wohl vor 210 n. Chr. in Pengshan zur Zeit späten damaligen Han-Dynastie zur Welt, da er bereits in den 230ern als Kommandant einer kleinen Armee zur Friedenssicherung belegt ist (in der Han-Dynastie galt man als Mann erst ab 20 Lebensjahren als volljährig, deshalb wäre ein späteres Geburtsdatum unwahrscheinlich).
Viele seiner Vorfahren, spezifisch sein Urgroß- und Großvater, arbeiteten für das kaiserliche Ministerium für Verkehr und Bewässerung.

## Karriere
Ab 215 n. Chr. beschäftigte Liu Bei Zhang Yi als Schreiber, nachdem Liu Bei die Yi-Provinz einnahm und sich dort selbst zum Provinzialgouverneur ernannte.
Später, um 220 wurde er als „xiaolian“ (孝廉) (auf Deutsch entspräche dieser Begriff wohl einem zivilen Beamten) nominiert. In seiner Rolle funktionierte der junge Yi so gut, dass man ihm kurze Zeit später den Kreis Jiangyang unterstellte (heute unter dem Namen Luzhou).
Nach einem kurzen Wechsel zum Posten des Präfekten von Fuling (heute Pengshui) wurde er zum Provinzgouverneur von Zitung, Guanghan und Shu befördert. Dies entsprach dem vierthöchsten zivilen Rang im gesamten Reich.
Während des Hanzhongfeldzuges war Zhang Yi untergebener Offizier von Zhao Yun in der siegreichen Schlacht beim Fluss Han.

## Als General
231 schließlich ernannte man Zhang Yi als General „der den Süden befrieden soll“ (綏南中郎將). In dieser Position kam Yi zu Ruhm. Anfangs sollte er nur den Frieden innerhalb der südlichen Provinzen sichern (Sichuan, Guizhou und Yunnan), jedoch war er äußerst unpopulär bei sowohl der lokalen Bevölkerung, als auch seinen Vorgesetzten. Ihm wurde oft vorgeworfen, unehrenhaft zu handeln und das Shu-Gesetzbuch zu missachten.
Ruhm sollte er dennoch erlangen, denn 233 brach eine lokale Revolte unter dem Bauernführer Liu Zhou aus. Anstatt sich dem Befehl zu beugen, aufgrund des Versagens zur Prävention des Aufstands schamvoll in die Hauptstadt zurückzukehren, blieb Zhang Yi im Süden und führte seine Armee erfolgreich gegen die Aufständischen. Obwohl er schließlich doch in die Hauptstadt musste, half er seinem Nachfolger Ma Zhong durch logistische Unterstützung immens. Als Dank vergab ihm der Reichskanzler Zhuge Liang die Befehlsverweigerung und lobte ihn öffentlich.

### Beteiligung an der Schlacht von den Wuzhang-Ebenen
Ein Jahr später kämpfte Yi, nun Kommandant der Vorhut (前軍都督) im von Zhuge Lang befohlenen Feldzug gegen Wei. Nach dem Tode Langs in der Schlacht der Wuzhang-Ebenen nahm Yi dessen militärische Position ein (nicht zu verwechseln mit dem zivilen Posten des Reichskanzlers).
Vielfach wurde er für seinen Mut während der Schlacht ausgezeichnet, unter anderem gab man ihm den Adelstitel Sekundärer Markgraf von Guan Nei (關內侯).

### 20-Jährige zivile Tätigkeit und anschließende Beförderung
Im Jahre 238 wurde Zhang Yi in die Shu-Hauptstadt Chengdu versetzt, um als Meister des Schreibens (尚書) im kaiserlichen Sekretariat zu dienen. Schon nach kurzer Zeit wurde er an die Front zurückgeschickt, um als Gebietskommandant von Jianwei (建威; im heutigen Longnan, Gansu) nahe der Grenze zwischen Wei und Shu zu dienen. Zusätzlich zu seiner neuen Ernennung erhielt er kaiserliche Handlungsvollmachten, wurde zum Obersten General, der den Westen angreift (征西大將軍), befördert und sein Marquis-Rang wurde von dem eines Sekundär-Marquis zu dem eines Marquis eines Hauptdorfes (都亭侯) erhöht.

### Beitrag in der Schlacht von Didau

#### Streit mit Jiang Wei
Im Jahr 255 kehrte Zhang Yi in die Shu-Hauptstadt Chengdu zurück, um über den Plan des Shu-Generals Jiang Wei zu diskutieren, eine weitere Invasion in Wei zu starten. Während der Diskussion am kaiserlichen Hof erhob Zhang Yi energisch Einspruch gegen Jiang Wei's Plan und wies darauf hin, dass Shu nicht über die nötigen Mittel verfüge, um in den Krieg zu ziehen, und dass das Volk bereits kriegsmüde sei. Jiang Wei ignorierte ihn und fuhr mit seinem Plan fort. Er versetzte Zhang Yi in den Rang eines hohen Generals, der den Süden bewacht (鎮南大將軍), und befahl ihm, an der Kampagne teilzunehmen. Jiang Wei griff Wang Jing, den Wei-Gouverneur der Provinz Yong, bei Didao (狄道; heutiger Landkreis Lintao, Gansu) an und fügte dem Feind eine vernichtende Niederlage zu. Zehntausende von Wei-Soldaten flohen nach ihrer Niederlage und ertranken im nahe gelegenen Fluss Tao. Zu diesem Zeitpunkt riet Zhang Yi Jiang Wei: „Es ist Zeit, aufzuhören. Wir sollten nicht weiter vorrücken, sonst riskieren wir, alles zu verlieren, was wir bis jetzt gewonnen haben.“ Als Jiang Wei wütend wurde, sagte ihm Zhang Yi, dass ein weiteres Vorrücken gleichbedeutend damit wäre, „einer Schlange Beine zu geben.“
Jiang Wei beachtete die Warnung von Zhang Yi nicht und belagerte weiterhin Wang Jing in Didao, konnte aber die Mauern von Didao nicht durchbrechen. Als er erfuhr, dass die von Chen Tai angeführte Verstärkung der Wei sich Didao näherte, gab Jiang Wei die Festung auf und zog sich nach Zhongti (鐘堤; südlich des heutigen Landkreises Lintao, Gansu) zurück.
Obwohl Zhang Yi mit Jiang Wei's aggressiver Haltung gegenüber Wei nicht einverstanden war und sich nicht gut mit ihm verstand, nahm Jiang Wei ihn dennoch auf seine Feldzüge gegen Wei mit. Auch Zhang Yi nahm nur widerwillig an den Feldzügen teil.
Der Shu-Kaiser Liu Shan beförderte Yi 259 zum Linken General der Streitwagen und Kavallerie (左車騎將軍) und ernannte ihn ebenfalls zum nominellen Inspektor der Provinz Ji.

## Tod
Im Jahr 263 befahl der Wei-Regent Sima Zhao seinen Generälen Zhong Hui, Deng Ai und anderen, eine groß angelegte Invasion von drei Fronten in Shu zu führen. Als Reaktion auf die Wei-Invasion führten die Shu-Generäle Jiang Wei, Zhang Yi, Liao Hua, Dong Jue und andere ihre Truppen zum Widerstand gegen die Invasoren.
Zhang Yi und Dong Jue erhielten den Befehl, den Yang'an-Pass (陽安關; auch bekannt als Yangping-Pass 陽平關; im heutigen Kreis Ningqiang, Shaanxi) zu bewachen und die Außengrenze zu sichern. Zhang Yi schloss sich später Jiang Wei und Liao Hua am stark befestigten Bergpass Jiange an, um der Wei-Armee unter Zhong Hui Widerstand zu leisten. Im Winter 263 kapitulierte der Shu-Kaiser Liu Shan, als die Wei-Armee unter der Führung von Deng Ai nach einem Umweg über gefährliches Terrain unerwartet vor Chengdu auftauchte.
Mit der Kapitulation von Liu Shan endete die Existenz des Shu-Staates und er wurde Teil von Wei. Nachdem sie von der Kapitulation Liu Shans erfahren hatten, ergaben sich Zhang Yi und die anderen Shu-Generäle in Jiange formell an Zhong Hui im Kreis Fu (涪縣; das heutige Mianyang, Sichuan).
Zhang Yi kehrte am 29. Februar 264 mit Zhong Hui und den anderen nach Chengdu zurück. In den nächsten Tagen plante Zhong Hui mit der Unterstützung von Jiang Wei einen Aufstand gegen den Wei-Regenten Sima Zhao. Am 3. März brach eine Meuterei aus, als sich einige von Zhong Huis Offizieren, die sich nicht an der Rebellion beteiligen wollten, gegen ihren Vorgesetzten wandten und ihn und Jiang Wei töteten.
Zhang Yi verlor in diesem Chaos sein Leben.